# Skylab VI
Skylab VI é o sexto álbum de estúdio do cantor brasileiro Rogério Skylab, e também o sexto de sua série de dez álbuns epônimos e numerados. Lançado de forma independente em 2006, é até então o álbum mais longo de Skylab, totalizando 19 faixas, e é notável por incluir uma de suas composições mais famosas, "Dedo, Língua, Cu e Boceta".
Durante uma das sessões de gravação do álbum, ao seguir para o estúdio, Skylab tropeçou, caiu e quebrou sua mandíbula; uma fotografia sua enfaixado, tiradas horas após a cirurgia pela qual passou, foi utilizada como sua arte de capa.
Uma versão ao vivo da faixa "Cu e Boca" já havia aparecido em Skylab II. "Hino Nacional do Skylab" é cantada à melodia do Hino Nacional Brasileiro. "Eu Não Tenho Eu" abre com um longo trecho de uma entrevista que o museólogo e carnavalesco Clóvis Bornay cedeu a Skylab em 2005, pouco antes de sua morte. "Para de Roncar, Filha da Puta!!!" foi dedicada à esposa de Skylab, que, de acordo com ele, ronca durante o sono; ela providenciou o breve monólogo que abre o disco, "Alucinação".
Um videoclipe foi produzido para a faixa "Amo Muito Tudo Isso".
O álbum pode ser baixado gratuitamente no site oficial de Skylab.

## Recepção
Escrevendo para o site Pílula Pop, Bráulio Lorentz fez uma crítica mista de Skylab VI, classificando-o com um 6 de 10. Ele afirmou que o álbum pode ser "bastante repetitivo liricamente, com suas referências constantes à palavra 'cu'", mas elogiou as faixas "Amo Muito Tudo Isso", "Eu e Você" e "Eu Não Tenho Eu", chamando-as de "surpreendentes".

## Faixas
Todas as faixas escritas e compostas por Rogério Skylab. 
| N.º | Título                                  | Duração |  |
| 1.  | "Alucinação" (part. Solange Venturi)    | 7:42    |  |
| 2.  | "Isto Não É John Cage"                  | 1:01    |  |
| 3.  | "Cu e Boca"                             | 3:15    |  |
| 4.  | "Hino Nacional do Skylab"               | 2:18    |  |
| 5.  | "Vamos Repetir de Novo"                 | 4:03    |  |
| 6.  | "Quer tc Comigo?"                       | 4:55    |  |
| 7.  | "Quanto Pior, Melhor"                   | 3:49    |  |
| 8.  | "Amo Muito Tudo Isso"                   | 3:09    |  |
| 9.  | "Torto, Torto"                          | 4:13    |  |
| 10. | "Tudo Me Faz Bem"                       | 4:24    |  |
| 11. | "Cadê Meu Pau?"                         | 4:12    |  |
| 12. | "Dedo, Língua, Cu e Boceta"             | 3:41    |  |
| 13. | "Todo Mundo Mora Mal"                   | 4:30    |  |
| 14. | "Para de Roncar, Filha da Puta!!!"      | 4:28    |  |
| 15. | "Eu e Você"                             | 4:01    |  |
| 16. | "Põe a Cabeça no Cu"                    | 1:34    |  |
| 17. | "Eu Não Tenho Eu" (part. Clóvis Bornay) | 7:17    |  |
| 18. | "Me Dá Tudo que Tiveres"                | 3:19    |  |
| 19. | "Tudo"                                  | 0:59    |  |

## Créditos
- Rogério Skylab – vocais, produção
- Rodrigo Saci – baixo
- Alexandre Guichard – violão
- Bruno Coelho – bateria
- Thiago Amorim – guitarra
- Gabriel Muzak – guitarra
- Clóvis Bornay – voz (faixa 17)
- Vânius Marques – mixagem
- Luiz Tornaghi – masterização
- Solange Venturi – fotografia, voz (faixa 1)
- Carlos Mancuso – arte de capa